# ماثيو تشاو
ماثيو تشاو (بالإنجليزية: Matthew Chau) هو لاعب كرة الريشة أسترالي، ولد في 9 نوفمبر 1994 في Mount Waverley, Victoria ‏ في أستراليا.

## وصلات خارجية
- ماثيو تشاو على موقع BWF.tournamentsoftware.com (الإنجليزية)
- ماثيو تشاو على موقع BWFbadminton.com (الإنجليزية)
- ماثيو تشاو على موقع اللجنة الأولمبية الدولية (الإنجليزية)
- ماثيو تشاو على موقع أوليمبيديا (الإنجليزية)
- ماثيو تشاو على موقع اللجنة الأولمبية الأسترالية (الإنجليزية)